# Маньячелло
«Маньячелло» — российский телесериал в жанре чёрной комедии производства компании «Байкал Кино», снятый в Бурятии. Главные роли в нём сыграли местные актёры Владимир Барташевич, Ася Касьянова, Жаргал Бадмацыренов, Татьяна Нежельская. Премьера состоялась 16 августа 2021 года на телеканале «ТНТ» и на онлайн-сервисе «Premier». Сериал получил противоречивые отзывы критиков.

## Сюжет
Действие сериала происходит в современной Бурятии, в депрессивном посёлке Сосновка. Главный герой — работник морга Тимофей, образованный человек и знаток мировой литературы. Страдая из-за того, что его никто не понимает, Тимофей начинает убивать людей, причём обставляет свои преступления в соответствии с классическими литературными шедеврами. Но местные полицейские не замечают эту связь и даже не думают, что разные убийства совершены одним человеком. Наконец из Улан-Удэ приезжает молодой следователь Ольга, которая сразу распознаёт литературный мотив убийцы. Сослуживцы поднимают её на смех, но она продолжает расследование. Тимофей влюбляется в Ольгу и начинает ей помогать в расследовании, хотя при этом рискует оказаться раскрытым.

## В ролях
- Владимир Барташевич — Тимофей Игнатьевич Куприянов, работник морга, маньяк
- Ася Касьянова — Ольга Дмитриевна Третьякова, младший лейтенант полиции
- Татьяна Нежельская — Мария (Маша) Лопухова, заложница Тимофея
- Владимир Ширапов — Баир Павлович Амбуев (Палыч), начальник УВД, майор полиции
- Жаргал Бадмацыренов — Александр (Саня) Мамаев, оперуполномоченный полиции, племянник Амбуева
- Вадим Гусевский — Максим (Макс), оперуполномоченный полиции
- Алексей Клемашев — Геннадий Павлович Сидорчук, электрик
- Сергей Гордейчук — Васильич, судмедэксперт
- Виктор Родионов — Герасим, работник морга
- Владлен Утин — Михаил (Мишаня), кузнец
- Раушан Хасанов — Артур Петрович Кожемякин, глава администрации посёлка Сосновый
- Владимир Витин — Богданов, скульптор
- Игорь Ковальченко — Владимир Поленский, блогер
- Лидия Архипова — Ирина Павловна Курочкина, учитель
- Виктория Бельгаева — Матеба, целительница
- Олег Петелин — Анатолий (Толик) Караваев
- Инна Блохина — Анжела Караваева

## Создание и оценки
Режиссёром и сценаристом проекта стал Жаргал Бадмацыренов, роли получили несколько бурятских актёров, а главную женскую роль — ведущая местных теленовостей Ася Касьянова. Производством занималась компания «Байкал Кино», съёмки проходили в Улан-Удэ. В июле 2021 года появился трейлер сериала, причём в нём звучала песня из фильма «Приключения Буратино» с новым текстом: вместо «Буратино» в ней по слогам выкрикивали «Маньячелло». Премьера состоялась 16 августа, одновременно на телеканале «ТНТ» (версия 16+) и на онлайн-сервисе «Premier» (версия 18+). «Маньячелло» стал первым бурятским кинопроектом, который транслировался на всю страну.
Даже до начала показа сериала авторов обвинили в «пиаре маньяков». Рецензенты отмечают натуралистичность ряда сцен: главный герой совершает «запредельно жестокие и омерзительные» преступления, и у многих зрителей может возникнуть отторжение. К недостаткам сериала относят обилие мизогинных шуток, неудовлетворительные работы некоторых актёров; к плюсам — работу актёра Владимира Барташевича (Тимофей), бурятский колорит, некоторую оригинальность сюжета, «отчаянный юмор», «живые локации». Критики отмечали, что важной частью сюжета «Маньячелло» является высмеивание российских силовиков. Рецензент «Коммерсанта» охарактеризовал сериал как «смелую и свободную ситуационную комедию».
Мнения рядовых зрителей, судя по первым отзывам, разделились: многие сочли чёрный юмор неприемлемым.